# Пожарево (Софийска област)
 За другото българско село вижте Пожарево (Област Силистра).  
Пожарево е село в Западна България. То се намира в община Божурище, Софийска област.

## География
Селото е разположено между върховете Голяма могила и Добър мъж – по протежението на дере, в дъното на което тече Пожаревска река, на 750 м надморска височина и на 20 km северозападно от столицата София. Има гледка към Витоша и Люлин. Изграден е микроязовир в източния край на селото.

## История
Първоначално село Пожарево се е намирало на около един километър на изток от сегашното си местоположение, по-близо до днешния град Божурище в местността „Мало поле“ и се е наричало Малюрово. Рекичката, която минава и днес покрай това място, се нарича Пожаревска река. Местна легенда свързва сегашното име на селото с турското нашествие по тези земи Според нея, турците запалили всички къщи в селото и избили голяма част от жителите му. Оцелелите след погрома възстановяват селото на сегашното му място под името Пожарево.
През 1836 година селото пострадва тежко от разразилата се в страната чумна епидемия. От 380 жители остават само около 50, от няколко рода. След това в селото се настаняват и заселници от други села, чиито потомци го населяват и днес.
Югозападно от селото, в местността „Градище“, е имало крепост, която е служела за охранителен пост и междинна станция по пътя, водещ от Драгоман към Перник. Тази крепост първоначално е била българско владение, но впоследствие е завладяна от турците.
Според преданията в Пожарево дълго време е живял турчин – земевладелец, който преди да се изсели в Цариград, продал имотите си, а мерата, намираща се около местността „Ридо“, подарил на жителите на Пожарево.
Основният поминък на жителите на селото е било земеделието и скотовъдството, изразени предимно в отглеждане на пшеница и овце.

## Религии
Църквата в Пожарево „Свети Николай“ е построена през 1910 година, с общите усилия на пожаревци, които са носели камъни с каруците си, от съседните села. Иконите и проекта за иконостаса в нея са дело на художника Август Розентал – полски благородник, живял и творил в България и убит като доброволец от Българската армия в Балканската война. По същото време (1909 г.-1912 г.) Розентал е участвал в изписването и изрисуването на храм-паметника „Свети Александър Невски“. Негово дело са и иконите в църквите на Батак, Пещера, село Звъничево и Кремиковския манастир.
На 22 май Пожаревската църква отбелязва храмовия си празник.
Иконостасът на храма „Свети Николай“ е дело на дебърски майстори от рода Филипови.

## Обществени институции
Народно читалище „Васил Левски 2012“ – за краткото си съществуване се превърна в социално средище за населението на селото. Читалището е пример за това как едно културно и социално средище, което е било заличено, сега се възражда след много усилия от страна на населението на селото.
След направения ремонт читалището разполага с достатъчно площ. Дейностите, които развива, са:
- танцова фолклорна школа „Огин“
- школа за приложни изкуства
- кръжок по шев и кройка на традиционни български костюми
- кръжок за организиране разнообразни занимания за деца – излети, походи, гимнастика и опознаване на родния край;
- кръжок „Пътят на хляба и обредните гозби"
- курс за изучаване на английски език
- кръжок за събиране на данни, материали и очерци за историята на село Пожарево с цел създаване на книга „Пожарево вчера, днес и утре“
- театрална школа за представяне на тематични постановки по повод различните празници и събития, организирани от читалището;
- клубове по интереси /младежки клуб, дамски клуб, пенсионерски клуб/ [4]

## Редовни събития
Всяка година на 24 май се провежда селски събор.

## Личности
- Свещеник Михаил Попов – Михаил Попов е участвал в Балканската, Междусъюзническата и Първата световна война и има два ордена за храброст. Завършил е Бачковското свещеническо училище. Ръкоположен е за свещеник на 11 юни 1921 г., а първата му енория е в с. Братушково, близо до Сливница. В дните след 9 септември 1944 г. отец Милош е обявен за английски шпионин и заедно с кмета Гълъб Виденов и млекаря Евтим Велков (обвинен в шпионаж, защото продавал мляко на германците) е задържан за „справка“ и е един от многото „безследно изчезнали“ свещеници през този тъмен период, убити по недоказани обвинения, без съд и присъда.

Със свои решения в периода 1993 – 1996 г. Регионална комисия за политическа и гражданска реабилитация на репресирани лица е признала права на следните пострадали през периода лица: Михаил Попов, Евтимий Денков, Гълъб Николов, Цветан Паунов, Живка Недялкова и Димитър Недялков.
- Иван Пожаревски (1896 – ?), български офицер, полковник